# 우리시대
우리시대는 MBC TV에서 2001년 4월 26일부터 2003년 4월 17일까지 방송된 교양 프로그램이다.

## 기획 의도
스치고 지나가고 금방 잊혀지는 방송과 신문의 짧은 단신들… 그 속의 헌신적이고 감동적인 사람들의 미담에 얽힌 이야기, 재미있고, 정말 특별한 이야기들… 정말로 다양한 사람들이 모인 우리시대의 단면을 보여드리는 프로그램.

## 방송 시간
- 2001년 4월 26일 ~ 2002년 3월 28일 : 매주 목요일 저녁 7시 25분
- 2002년 4월 4일 ~ 2003년 4월 17일 : 매주 목요일 저녁 7시 20분

## 같이 보기
- 역사저널 그날 (KBS 1TV)
- 공개수사 실종, 제보자들, 표리부동 (KBS 2TV)
- 생방송 방과 후 듄듄 (EBS 1TV)
- 리얼스토리 눈 (MBC TV)
- 긴급출동 SOS 24, 심장이 뛴다, 꼬리에 꼬리를 무는 그날 이야기, 당신이 혹하는 사이 (SBS TV)
- 진상월드 (MBN)
- 구조신호 시그널 (TV조선)
- 알쓸범잡 (tvN)
- 이숙영의 러브FM, 윤수현의 천태만상 (SBS 러브FM)
- 김영철의 파워FM, 두시탈출 컬투쇼 (SBS 파워FM)
- 황우창의 음악정원 (cpbc FM)
- 여성시대, 싱글벙글쇼, 지금은 라디오 시대 (MBC 표준FM)